# Amir Hosrov Dehlevi
'Abul Hasan Jamīn ud-Din Hosrov (1253 – 1325), šire poznat kao Amīr Hosrov Dehlevi (takođe poznat kao Amir Hosrov) bio je sufijski muzičar, pesnik i učenjak iz Indije. On je bio ikonijska figura u kulturnoj istoriji Indijskog potkontinenta. On je bio mističar i duhovni sledbenik Nizamudina Aulije iz Delhija, Indija. Hosrov je pisao poeziju prvenstveno na persijskom jeziku, ali je isto tako koristio hindavski. Rečnik u stihovima, Ḳhāliq Bārī, koji sadrži arapske, persijske i hindavske termine se često pripisuje njemu. Hosrov se ponekad naziva „glasom Indije” ili „papagajem Indije” (Tuti-e-Hind), a isto tako je bio nazivan „ocem urdske književnosti”.
Hosrov se smatra „ocem kavalija” (molitvenog muzičkog oblika sufista na indijskom potkontinentu), i osobom koja je uvela gazelski stil pesme u Indiji, oba od kojih su još uvek široko zastupljeni u Indiji i Pakistanu. Hosrov je bio stručnjak za mnoge stilove persijske poezije koji su razvijeni u srednjovekovnoj Persiji, od Haganijevih kasida do Nezamijevih kamsi. On je koristio 11 metričkih šema sa 35 zasebnih podela. Hosrov je pisao u mnogim formama stihova, uključujući gazel, masnavi, kata, rubaj, do-bejti i tarkib-band. Njegov doprinos razvoju gazela bio je značajan.

## Nasleđe
Amir Hosrov je bio plodan klasični pesnik, koji je bio povezan sa kraljevskim dvorovima više od sedam vladara Delhijskog sultanata. On je napisao mnoštvo razigranih zagonetki, pesama i legendi koje su postale deo popularne kulture u Južnoj Aziji. Njegove zagonetke su jedan od najpopularnijih oblika hindustanske poezije danas. To je žanr koji sadrži izraze dvostrukog značenja ili igru reči. Nebrojene zagonetke ovog pesnika su tokom poslednjih sedam vekova prošene putem usmene tradicije. Kroz svoj književni doprinos, Hosrav predstavlja jednu od prvih zabeleženih indijskih ličnosti sa istinskim multikulturalnim ili pluralističkim identitetom. Muzičari pridaju zasluge Hosravu za stvaranje šest stilova muzike: qaul, qalbana, nakš, gul, tarana i kjal, mada za to nema dovoljno dokaza.

### Razvoj hindavskog jezika
Hosrov je prvenstveno pisao persijskim jezikom. Mnogi hindustanski (istorijski poznati kao hindavski) stihovi se pripisuju njemu, iako nema dokaza da ih je on napisao. Jezik hindustanskih stihova deluje relativno moderno. On je isto tako napisao ratnu baladu u pandžabskom jeziku. Pored toga, on je govorio arapski i sanskritski. Njegova poezija se i danas peva u sufijskim svetilištima širom Indije i Pakistana.

## Radovi
- Tuhfat us-Sighr (Dar detinjstva), 1271 - Dehlevijeva prva zbirka pesama, sadrži pesme sastavljene između njegove 16 i 18 godine.
- Wast ul-Hayat (Sredina života), 1279 - Dehlevijeva druga zbirka pesama.
- Qiran us-Sa’dain (Susret dve povoljne zvezde), 1289 - Dehlevijev prvi masnavi, koji detaljno opisuje istorijski susret Bugra Kana i njegovog sina Muiz ud-Din Kajkubada nakon dugog neprijateljstva.
- Miftah ul-Futuh (Ključ za pobede), 1290 - Dehlevijev drugi masnavi, hlavopojka pobeda Džalal ud-Din Firuz Kaljija.
- Ghurrat ul-Kamaal (Vrhunac savršenstva), 1294 - poeme koje je Dehlevi komponovao između 34. i 41. godine.
- Khaza'in ul-Futuh (Riznica pobeda), 1296 - opisuje detalje Ala ud-Din Kaljijevih građevinskih radova, ratova, i administrativnih službi.
- Khamsa-e-Khusrau (Hamza od Hasrova), 1298 - kvintet (hamza) od pet masnava: Matla ul-Anvar, Hosrov-Širin, Lejla-Majnun, Ajna-e-Sikandari i Hašt-Bihišt.
- Saqiana - masnavi koji sadrži horoskop Kutb ud-Din Mubarak Šah Haldžija.
- Duval Rani - Hizr Kan (Duval Rani i Hizr Kan), 1316 - tragedija o braku princeze Duval Rani sa Ala ud-Din Haldžijevim sinom Hizr Kanom.
- Nuh Sipihr  (Devet neba), 1318 - Hosrov masnavi o vladavini Kutb ud-Din Mubarak Šah Haldžija, koji sadrži živopisne opise Indije i njene kulture.
- Ijaz-e-Khusravi (Hosrova čuda) - prozni asortiman koji se sastoji od pet tomova.
- Baqia-Naqia (Ostaci čistoće), 1317 - Dehlevi je napisao ovo delo u svojoj 64. godini.
- Afzal ul-Fawaid (Najveći blagoslov), 1319 - prozno delo koje sadrži učenja Nizamudina Aulija.
- Tughlaq Nama (Knjiga Tuglakida), 1320 - istorijski masnavi o vladavini Tuglakidske dinastije.
- Nihayat ul-Kamaal (Zenit perfekcije), 1325 - delo koje je Hosrov verovatno sastavio nekoliko nedelja pre svoje smrti.
- Ashiqa - Hosrov odaje počast hinduskom jeziku i govori o njegovom bogatom setu svojstava[23] To je masnavi koji opisuje tragediju Devala Devija. Priču je podržao Isami.[24]
- Qissa Chahar Dervesh (Priča o četiri derviša) - dastan koji je Hosrov ispričao Nizamudin Auliji.
- Ḳhāliq Bārī - versifikovani glosar persijskih, arapskih i hindavskih reči i izraza koji se često pripisuju Amiru Hosrovu. Hafiz Mehmud Kan Širani je tvrdio da bio zaršen 1622. godine u Gvalioru doprinosom Zija ud-Din Hosrova.[25]
- Jawahir-e-Khusravi - ovo delo se često naziva Hosrovljev hindavski divan.

## Literatura
- E.G. Browne. Literary History of Persia. (Four volumes, 2,256 pages, and twenty-five years in the writing). 1998.  0-7007-0406-X
- Jan Rypka, History of Iranian Literature. Reidel Publishing Company. ASIN B-000-6BXVT-K
- R.M. Chopra, "The Rise, Growth And Decline of Indo-Persian Literature", Iran Culture House New Delhi and Iran Society, Kolkata, 2nd Ed. 2013.
- Sunil Sharma, Amir Khusraw: Poets of Sultans and Sufis. Oxford: Oneworld Press, 2005.
- Paul Losensky and Sunil Sharma, In the Bazaar of Love: Selected Poetry of Amir Khusrau. New Delhi: Penguin, 2011.
- R.M. Chopra, "Great Poets of Classical Persian", Sparrow Publication, Kolkata, 2014,  978-81-89140-75-5
- Zoe, Ansari, "Khusrau ka Zehni Safar", Anjuman Taraqqī-yi-Urdū, New Delhi, 1988.
- Important Works of Amir Khusrau (Complete)
- The Khaza'inul Futuh  (Treasures of Victory) of Hazarat Amir Khusrau of Delhi English Translation by Muhammad Habib (AMU). 1931.
- Poems of Amir Khusrau The History of India, as Told by Its Own Historians: The Muhammadan Period, by Sir H. M. Elliot. Vol III. 1866-177. page 523-566.
- Táríkh-i 'Aláí; or, Khazáínu-l Futúh, of Amír Khusrú The History of India, as Told by Its Own Historians: The Muhammadan Period, by Sir H. M. Elliot. Vol III. 1866-177. Page:67-92.
- Chopra, Ravindra Mohan (2014). Great Poets of Classical Persian. Sparrow Publication. ISBN 978-81-89140-75-5.

## Spoljašnje veze
- Amir Hosrov Dehlevi на сајту Пројекат Гутенберг (језик: енглески)
- Amir Hosrov Dehlevi на сајту LibriVox (језик: енглески)